# Frøken Lilli
Frøken Lilli er en dansk stumfilm fra 1914 med ukendt instruktør.

## Handling
Denne artikel mangler et handlingsreferat. Hjælp os med at skrive det.

## Medvirkende
- August Liebman - Fabrikant Bagge
- Gyda Aller - Fru Elly Bagge
- Manda Bjørling - Gunst, Ellys mor
- Ayoë Willumsen - Frøken Lilli, skuespillerinde
- Victor Neumann - Guldsmed Silberstrahl
- Viking Ringheim - Snap, detektiv